# James Mackintosh

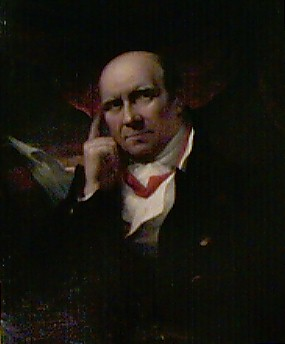
Sir James Mackintosh

Sir James Mackintosh (* 24. Oktober 1765 auf Aldourie Castle, Inverness-shire; † 30. Mai 1832) war einer der hervorragendsten Parlamentsredner des Vereinigten Königreichs.

## Leben
Mackintosh studierte in Edinburgh Medizin, beschäftigte sich aber vorwiegend mit Geschichte, Philosophie und Politik. Durch seine „Vindiciae gallicae, or defence of the French revolution“ (London 1791), von der drei Auflagen in einem Jahr verkauft wurden, erwarb er sich zwar den Titel eines französischen Bürgers, später aber überzeugte ihn eine Unterredung mit Burke von der Unhaltbarkeit seines Standpunkts.
Nachdem er am Lincoln’s Inn Jura studiert hatte, wurde er 1795 in diese Anwaltskammer berufen und, nachdem er kurze Zeit Professor der Politik und Gesetzgebung in Hertford gewesen war, 1803 zum Ritter und Direktor des Kriminalgerichts in Bombay ernannt. 1811 nach England zurückgekehrt, wurde er von der Grafschaft Nairnshire in Schottland und seit 1818 von dem Flecken Knaresborough in Yorkshire in das House of Commons gewählt. Er sprach hier für die Reform der Kriminalgesetzgebung sowie für religiöse Duldung, für die Unterdrückung des Sklavenhandels, für das Recht der Kolonien auf eigne Verwaltung ihrer Angelegenheiten, für die Unabhängigkeit Griechenlands und 1831 für die Reformbill.
1822 bis 1824 war er Rektor der Universität Glasgow. 1827 wurde er zum Mitglied des Privy Councils und 1830 zum Mitglied der Kommission für die ostindischen Angelegenheiten ernannt. Seit 1814 war er Mitglied (Fellow) der Royal Society of Edinburgh.

## Werke (Auswahl)
- Dissertation on the progress of ethical philosophy (London 1830, 4. Auflage 1872)
  - 3. Aufl. (1862) online (archive.org)
- History of England, bis 1572 (das. 1830, 3Bände; neue Ausg. 1853, 2 Bände),
- History of the Revolution in England in 1688 (das. 1834, aus seinen Manuskripten herausgegeben, unvollendet, online)
- Miscellaneous works (erschienen 1849 in 3 Bänden)
  - Ausgabe von 1851

Mackintoshs Sohn Robert James Mackintosh (1806–1864) veröffentlichte die Memoirs seines Vaters (London 1835: Vol. I, Vol. II)